# Улица Льва Толстого (Владикавказ)
Улица Льва Толстого — улица во Владикавказе, Северная Осетия, Россия. Находится в Промышленном муниципальном округе между улицами Яшина и Маркова. Начинается от улицы Яшина.

## Расположение
Улица Льва Толстого пересекается с улицами Августовских событий, Интернациональная, Маркуса и Ростовская.
От улицы Льва Толстого начинаются улицы Навагинская, Маршала Воробьёва, Красноармейская, Гоголя и Ломоносова.
На улице Льва Толстого заканчиваются улицы Розы Люксембург, Миллера, переулок Тимирязевский и улица Тамаева.

## История
Названа в честь русского писателя Льва Толстого.
Улица сформировалась во второй половине XIX века. Впервые отмечена как улица «Моздокская» на плане Владикавказа «Карты Кавказского края». Упоминается под этим же названием в Перечне улиц, площадей и переулков от 1911 года.
В 1917 году отмечена на плане Владикавказа как улица «Льва Толстого».

## Достопримечательности
Памятники культурного наследия
- д. 8 — памятник истории. Дом, где с 1890-х гг. по 1911 г. жил историк-кавказовед Василий Александрович Потто[4];
- д. 12/ Августовских событий, 12 — памятник истории. Дом, где в 1925—1933 годах жил ученый-зоотехник Владимир Исидорович Де-Фриу;
- д. 30 — Дом Асламурзы Есиева, командира отличившегося в русско-турецкой войне 1877—1878-х годов, Осетинского конного дивизиона, публициста[4].
- д. 34/ Миллера, 22 — Здание бывшей лютеранской кирхи (1866—1910 гг.). В настоящее время в здании находится Северо-Осетинская государственная филармония[4].
- д. 38 — памятник архитектуры и градостроительства[4].
- д. 40 — памятник архитектуры. Дом инженера С. П. Казьмина. Здесь жили революционер и партийный деятель Казбек Каурбекович Борукаев (1907—1919 гг.), ученый-энтомолог Георгий Бугданович Бугданов (1925—1960 гг.), инженер-гидротехник Владимир Васильевич Уланов (1929—1960 гг.), неоднократно останавливалась археолог и этнограф Евгения Георгиевна Пчелина (1927—1963 гг.)[4].
- д. 47/ Маркуса, 59 — памятник истории. Здесь жили в 1948—1961 гг. — инженер-железнодорожник Александр Алиханович Тибилов, в 1948—1953 гг. — одна из первых осетинок-врачей Бабуца Алихановна Тибилова. Здесь умерла в 1955 г. писательница Езетхан Алимурзаевна Уруймагова[4].
- д. 53 — памятник архитектуры и градостроительства[4].
- д. 56/ улица Маркова, 43 — памятник истории. Дом, где в 1946—1979 годы находилась квартира-мастерская одного из основателей Северо-Осетинского Союза Художников, заслуженного деятеля искусств СОАССР Николая Емельяновича Кочетова.

Другие объекты
- Механический и автомобильный факультеты ГГАУ.